# چیخلی (گجرات)
چیخلی (به انگلیسی: Chikhli) یک منطقهٔ مسکونی در هند است که در Chikhli Taluka واقع شده‌است. چیخلی ۴ کیلومتر مربع مساحت دارد ۱۹ متر بالاتر از سطح دریا واقع شده‌است.